# Claude Serre
Claude Serre (* 10. November 1938 in Sucy-en-Brie; † 16. November 1998 in Caen) war ein französischer Glas- und Porzellanmaler, der besonders durch seine Cartoons bekannt wurde.

## Leben
Serre war ein Neffe oder Cousin des französischen Illustrators Jean Gourmelin (1920–2011). Er machte eine Ausbildung zum Glas- und Porzellanmaler bei Max Ingrand, wo er in den 8 Jahren seiner Tätigkeit dort zahlreiche Glasfenster anfertigte. Ab 1962 begann er damit Cartoons und Illustrationen für französische Zeitschriften, wie Plexus, Planète, Hara-Kiri, Lui, Pariscope und La Vie Electrique oder Bücher zu zeichnen. 1967 illustrierte er den fantastischen Roman Asunrath von Marie-Thérèse de Brosse. 1969 startete er seine Zusammenarbeit mit Jacques Glénat, der seine Cartoons verlegte. 1972 erschienen die ersten beiden Cartoonalben Humour noir et Hommes en blanc von Serre und Les Gnangnan von Claire Bretécher. Die Zusammenarbeit zwischen Glénat und Serre erstreckte sich über die Herausgabe von über 15 Bänden. Serre fertigte auch Lithographien, Gravuren und Radierungen an. In seinen Cartoons widmete er sich unterschiedlichen Themengebieten, wie dem Automobil, der Medizin, dem Sport und anderen, wobei seine Karikaturen zumeist dem Schwarzen Humor zugerechnet werden konnten. Sein erstes Buch Humour noir et Hommes en blanc wurde 1973 mit dem „Prix de l’Humour Noir“ ausgezeichnet. Dieses Buch wurde über eine Million Mal verkauft und in mehrere Sprachen übersetzt. Er illustrierte zudem Bücher, unter anderem von Francis Blanche (Mon oursin et moi. Poèmes.) und arbeitete 1997 für das Buch Dico des maux. Band 1: Traitements et remèdes. Claude Serre, Philippe Soulas, Frédéric Dard, Glénat: Dico des maux. Band 1: Traitements et remèdes. Glénat, Grenoble 1997, ISBN 2-7234-2484-7. mit Philippe Soulas und Frédéric Dard zusammen.
Häufig verwendete er für seine Zeichnungen nur schwarze Tusche, bei Bedarf allenfalls ergänzt durch blutiges Rot. Vor allem seine unkolorierten Zeichnungen erinnern in ihrer detailtreuen Treffsicherheit an die Karikaturen von Honoré Daumier. Die Mehrzahl seiner Bilder und Bildergeschichten kommt ohne Worte aus; dennoch wurden seine Alben in vierzehn Sprachen übersetzt.
Serre starb im Alter von sechzig Jahren an den Folgen eines Verkehrsunfalls.

## Werke (Auswahl)
Einige seiner Werke wurden posthum veröffentlicht oder neu aufgelegt.
- L’automobile. J. Glénat, Grenoble 1978, ISBN 2-7234-0485-4 (Textarchiv – Internet Archive – Leseprobe mit Kurzbiografie).
  - Das Auto. Stalling, Oldenburg / München 1979, ISBN 3-7979-1671-X.
- Vice compris. 1979.
  - Aller Laster Anfang. Stalling, Oldenburg / Hamburg / München 1980, ISBN 3-7979-1690-6.
- Savoir vivre. Glénat, Grenoble 1981, ISBN 2-7234-0247-9.
  - Das wär's gewesen. Glénat, Grenoble 1988, ISBN 2-7234-0923-6.
- Le Bricolage. Glénat, Grenoble 1984, ISBN 2-7234-0409-9.
  - Heimwerker. Glénat, Grenoble 1986, ISBN 2-7234-0482-X.
- La bouffe. Glénat, Grenoble 1986, ISBN 2-7234-0326-2.
  - Nimmersatt. Ehapa Cartoon Collection, Stuttgart 1993, ISBN 3-7704-4351-9.
- Les vacances. France Loisirs, Paris 1986, ISBN 2-7242-2850-2.
  - Reisefieber. Ehapa Cartoon Collection, Stuttgart 1993, ISBN 3-7704-4352-7.
- Le sport. Glénat, Grenoble 1986, ISBN 2-7234-0071-9.
  - Sportler. Glénat, Grenoble 1989, ISBN 2-7234-0455-2.
- Humour noir et hommes en blanc. Glénat, Grenoble 1986, ISBN 2-7234-0484-6.
  - Weisse Kittel – leicht geschwärzt. Lappan, Oldenburg 1999, ISBN 3-89082-796-9.